# Little Lever
Little Lever är en ort i distriktet Bolton, Storbritannien. Den ligger i Greater Manchester och riksdelen England, i den centrala delen av landet, 270 km nordväst om huvudstaden London. Little Lever ligger 85 meter över havet och antalet invånare är 11 329.
Terrängen runt Little Lever är platt åt sydost, men åt nordväst är den kuperad. Terrängen runt Little Lever sluttar söderut. Runt Little Lever är det mycket tätbefolkat, med 1 819 invånare per kvadratkilometer. Närmaste större samhälle är Manchester, 13,0 km sydost om Little Lever. I omgivningarna runt Little Lever växer i huvudsak blandskog.